# R 160

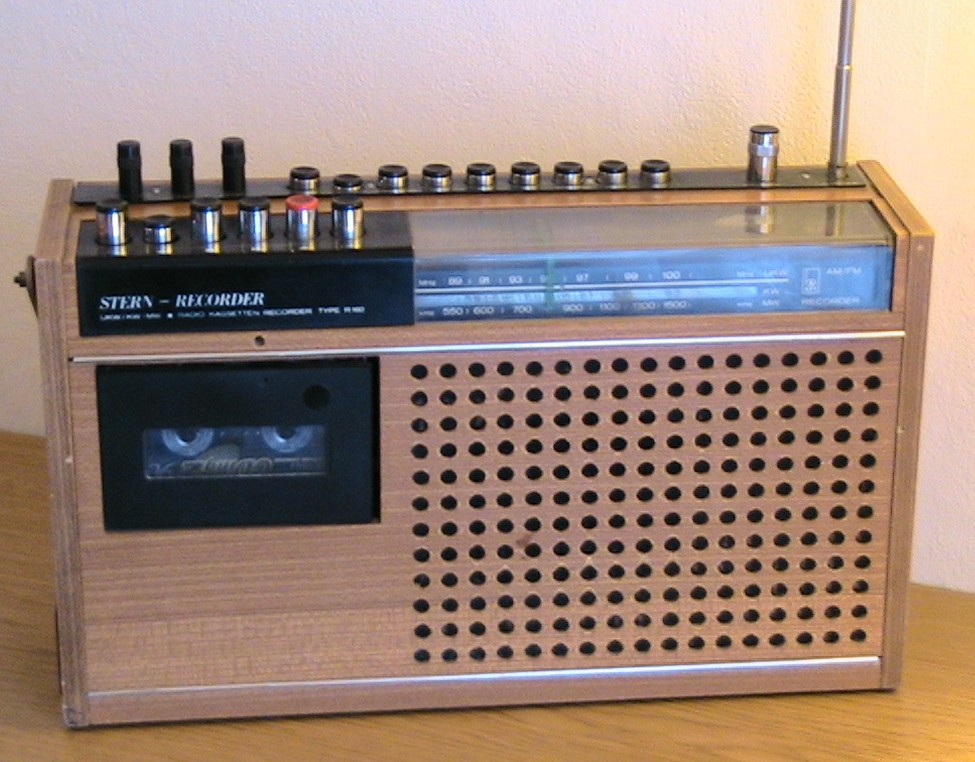
Stern-Recorder R 160 des VEB RFT Sternradio Berlin

Der R 160 ist ein Mono-Radio-Kassettenrekorder aus DDR-Produktion.
Das Gerät  wurde von 1972 bis 1980 im VEB Kombinat Sternradio Berlin gebaut. Gestaltet wurde es von Jochen Ziska.

## Technische Daten
- Radio: KW, MW, UKW (Tuner: 87,5 bis 100 MHz)
- Lautsprecher: eingebauter 8Ω/2VA-Lautsprecher LP 553, Hersteller: VEB Elektroakustik Leipzig
- Laufwerk: Kassettenlaufwerk Typ KGB4 mit automatischer Aussteuerung aus dem VEB Elektrogeräte Dresden (EGD) ohne Pausentaste, Vor- und Rückspultasten rasten nicht ein, das Radio wird bei Betätigung der Wiedergabetaste automatisch abgeschaltet
- Ausstattung: AM-Ferritantenne, UKW-KW-Teleskopantenne, automatische Scharfabstimmung (AFC), Walzenskala zur Abstimmanzeige, externer Mikrofonanschluss, TB/TA-Anschluss für zusätzliche Tonquelle, Autoantennenanschluss, getrennte Höhen- und Tiefenregelung, elektronischer Umschalter Netz- und Batteriebetrieb[2]
- Abmessungen: 380 mm × 260 mm × 105 mm
- Gewicht: 5 kg[3]

## Preis
Im Handel kostete das Gerät 880 Mark der DDR.